# Riksväg 69
Der Riksväg 69 ist eine schwedische Fernverkehrsstraße in Västmanlands län und Dalarnas län.

## Verlauf
Die Straße verläuft von Fagersta zunächst gemeinsam mit dem Riksväg 68, verlässt diesen in Norberg, führt zunächst nach Norden, kreuzt in Hedemora den Riksväg 70 und verläuft weiter in nordnordwestlicher Richtung über Falun (dort auf wenige Kilometer gemeinsam mit dem Europaväg 16 sowie dem Riksväg 50) und Bjursås nach Rättvik, wo sie wieder auf den Riksväg 70 trifft und an diesem endet.
Die Länge der Straße beträgt, soweit sie nicht mit dem Riksväg 68 gemeinsam verläuft, rund 122 km.

## Geschichte
Die Straße trägt ihre Bezeichnung seit dem Jahr 2012.